# 캐번디시 실험
1797~1798년 동안 헨리 캐번디시는 그의 친구  존 미첼의 '비틀림균형장치'(Torsion Balance Instrument)를 개선하고서 이를 사용하여 지구질량을 계산하는 실험을 하였다. 이러한 일련의 작업을 캐번디시의 실험(Cavendish experiment)이라고 한다.
한편 캐번디시의 실험 과정은 중력상수를 구하는 과정을 포함하고 있으며 결과적으로는 지구의 밀도를 확인하였다.

## 비틀림균형장치의 원리
'비틀림균형장치'(Torsion Balance Instrument)는 '비틀림 저울'이라고도 한다.
| |
| M 큰 질량(큰공), m 작은 질량(작은공) , {\displaystyle {{L} \over {2}}} 반지름 , θ 중력에의한 회전각도,K 비틀림 힘(보정계수) |

큰 공이 작은 공을 끌어당기는 중력의 힘의 크기는 작은 공이 회전한 각도(θ)로부터 알 수 있다. 이때 작은 공이 매달린 와이어의 비틀림 힘(K)도 중력의 힘이다.
{\displaystyle K\theta =LF}

## 중력 상수
|                                                                                             |
| M 큰 질량, m 작은 질량 , {\displaystyle r=r_{1}+r_{2}+r_{3}} 두 질량간의 거리 , G 중력 상수 |

{\displaystyle K\theta =LF}
{\displaystyle {\text{중 력 }}(F)=G{{Mm} \over {r^{2}}}}
따라서
{\displaystyle K\theta =L{{GMm} \over {r^{2}}}}
{\displaystyle K=L{{GMm} \over {r^{2}\theta }}}
캐번디시는 비틀림 힘의 계수 K를 공명하는 진자의 진동주기 T에서 관성 모멘트 I 에 의해 접근할 수 있었다.
{\displaystyle T=2\pi {\sqrt {{I} \over {K}}}}
{\displaystyle I=m\left({{L} \over {2}}\right)^{2}+m\left({{L} \over {2}}\right)^{2}=2m\left({{L} \over {2}}\right)^{2}={{mL^{2}} \over {2}}}
{\displaystyle T=2\pi {\sqrt {{mL^{2}} \over {2K}}}}
따라서
{\displaystyle K={{2\pi ^{2}mL^{2}} \over {T^{2}}}}
따라서
{\displaystyle L{{GMm} \over {r^{2}}\theta }={{2\pi ^{2}mL^{2}} \over {T^{2}}}}
{\displaystyle G={{2\pi ^{2}L\theta r^{2}} \over {T^{2}M}}}
실측으로 중력상수를 확인할 수 있다.

## 지구질량
M지구 -지구 질량 , m - 작은 물체의 질량 , g -중력가속도 , R - 지구의 반지름 , ρ-지구밀도 , {\displaystyle G={{2\pi ^{2}L\theta r^{2}} \over {T^{2}M}}}
{\displaystyle mg=G{{M_{\text{지 구 }}m} \over {R^{2}}}}
{\displaystyle M_{\text{지 구 }}=g{{R^{2}} \over {G}}}
{\displaystyle \rho _{\text{지 구 }}={{M_{\text{지 구 }}} \over {{{4} \over {3}}\pi R^{3}}}}
그의 이러한 실측에서 지구밀도는 5.448±0.033로 측정되었다. 현재 지구비중은 5.515 g/cm3로 알려져 있다.

## 같이 보기
- 외핵
- 중력가속도